# Robert Edgar Allardice
Robert Edgar Allardice   (Edimburg, 2 de març de 1862 - Palo Alto, 6 de maig de 1928) va ser un matemàtic escocès que va ser el primer professor de matemàtiques de la universitat Stanford.

## Vida i Obra
Allardice va estudiar a la universitat d'Edimburg en la qual es va graduar el 1882. L'any següent va ser nomenat assistent del professor George Chrystal. Va mantenir aquest càrrec fins al 1892 en que fou nomenat professor de matemàtiques de la recent creada Leland Stamford Junior University a Califòrnia (Estats Units). Durant molts anys, ell i Rufus Lot Green van ser els únics professors de matemàtiques de la universitat i, per tant, els creadors del departament que anys després tindria fama internacional.
Allardice es va retirar el 1927 i després d'una llarga malaltia, va morir d'una infecció pulmonar a Palo Alto (Califòrnia) on s'havia quedat a viure.
Allardice va ser el 1883 membre fundador de la Edinburgh Mathematical Society, societat de la que va ser president el curs 1890-1891. També va ser membre de la Royal Society of Edinburgh i de la Societat Americana de Matemàtiques.
Els treballs publicats d'Allardice versen sobre tot en geometria.